# Grovetown
Grovetown és una població dels Estats Units a l'estat de Geòrgia. Segons el cens del 2000 tenia 6.089 habitants.

## Demografia
Segons el cens del 2000, Grovetown tenia 6.089 habitants, 2.159 habitatges, i 1.597 famílies. La densitat de població era de 816,3 habitants/km².
Dels 2.159 habitatges en un 47,2% hi vivien nens de menys de 18 anys, en un 49,6% hi vivien parelles casades, en un 18,7% dones solteres, i en un 26% no eren unitats familiars. En el 20,2% dels habitatges hi vivien persones soles el 4,2% de les quals corresponia a persones de 65 anys o més que vivien soles. El nombre mitjà de persones vivint en cada habitatge era de 2,82 i el nombre mitjà de persones que vivien en cada família era de 3,24.
Per edats la població es repartia de la següent manera: un 33,6% tenia menys de 18 anys, un 10,5% entre 18 i 24, un 36,3% entre 25 i 44, un 14,4% de 45 a 60 i un 5,2% 65 anys o més.
L'edat mediana era de 28 anys. Per cada 100 dones de 18 o més anys hi havia 95,7 homes.
La renda mediana per habitatge era de 33.382 $ i la renda mediana per família de 32.546 $. Els homes tenien una renda mediana de 28.432 $ mentre que les dones 21.489 $. La renda per capita de la població era de 13.256 $. Entorn del 16,3% de les famílies i el 18,6% de la població estaven per davall del llindar de pobresa.

## Poblacions més properes
El següent diagrama mostra les poblacions més properes.